# Clíbano

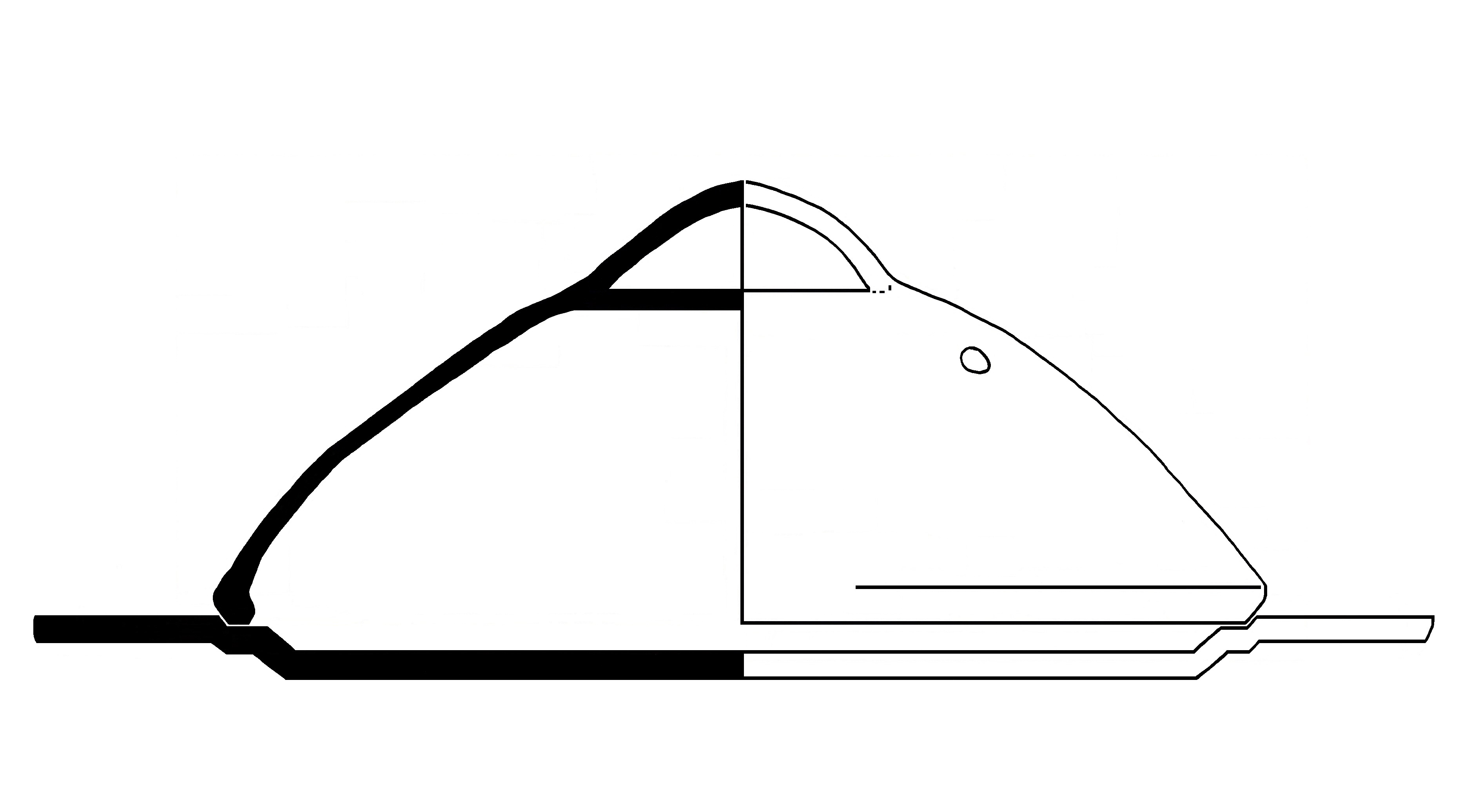
La forma del clíbano desde el exterior y el interior.

Clíbano (en griego antiguo: κλίβανος, en griego ático: κρίβανος/kribanos, en latín: clibanus) era una antigua forma de cerámica griega utilizada como horno.
Es un recipiente abovedado, más ancho en la base y más estrecho en la parte superior y con un gran asa horizontal. Se utilizaba como una especie de horno portátil. Se podía hornear pan, entre otras cosas, colocándolo sobre brasas y apilando brasas incandescentes a su alrededor. El vaso podría tener agujeros, lo que permitía que el calor se extendiera mejor en el interior del recipiente y probablemente ayudaban a disipar el calor. Sin embargo, según otra interpretación, las brasas habrían estado dentro del recipiente y la masa extendida sobre su superficie. La palabra aparece a menudo con el significado de horno en la literatura antigua, así como en la Septuaginta y el Nuevo Testamento.
Un vaso similar, o al menos con un nombre similar, también se usaba para extraer agua. Debido a su forma, la misma palabra también se usaba para túneles y arcos subterráneos.

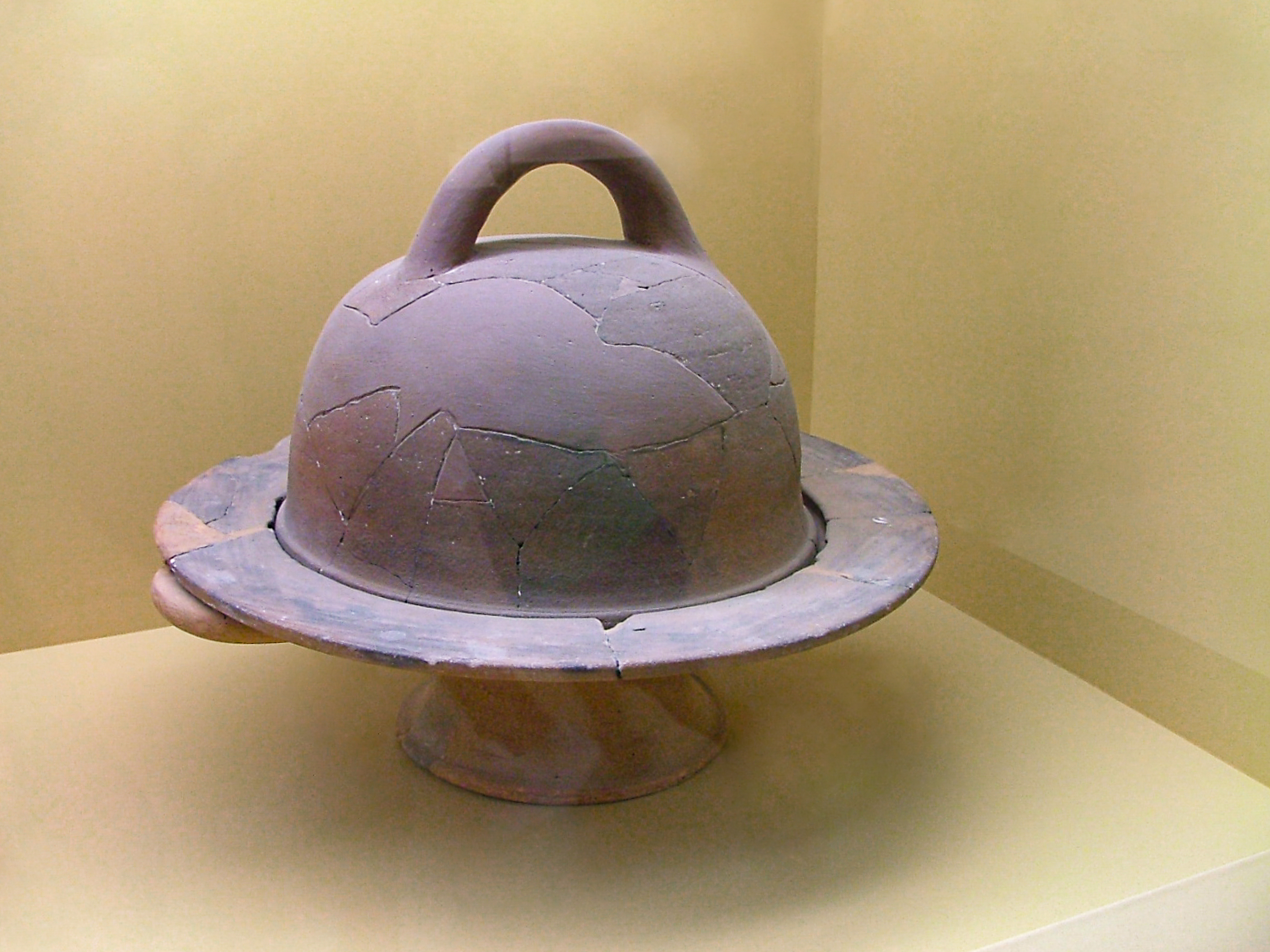
Clíbano. Siglos VI/IV a. C. Museo del Ágora de Atenas.